# GNOME Commander
GNOME Commanderは、2つのパネルを持ったファイルマネージャで、GNOMEのために開発されている。GTKツールキットとGnomeVFS、GVfsなどの技術を用いている。

## 機能
- GNOME MIME Types
- FTP、SFTP、Samba、WebDAV経由でのネットワークサポート
- 右クリックメニュー
- ユーザー定義のコンテクストメニュー
- 自動マウント、アンマウント機能つきのクイックデバイスアクセスボタン
- 最近アクセスしたフォルダの履歴
- フォルダブックマーク
- プラグインのサポート
- Pythonによるスクリプティング
- テキストと画像に対応する高速なファイルビューア
- Exif、ID3、PDFなどのタグに対応したメタデータのサポート
- リネームやファイル検索などの高度なサポート
- ユーザー定義のキーボード・ショートカット
- 統合されたコマンドライン

## ユーザインタフェース
GNOME Commanderは、Norton Commanderにおけるsplit-viewインタフェースに基づいた2つのパネルを用いるファイルマネージャのひとつである。これは、ファイルの移動やコピーの際に同時にソースと目的のディレクトリを表示することを可能とする。これはまた、便利にふたつのディレクトリを比較することを可能にする。これによって、デスクトップに存在するウィンドウの数を減らすことが可能である。GNOME Commanderでは、2つのパネルは垂直方向にも水平方向にも配置することができる。
GNOME Commanderは、GNOMEデスクトップ環境によく統合されており、デフォルトのファイルマネージャ（GNOME Files）に対する代替選択肢として用いることができる。
GNOME Commanderは、GNOME VFSをサポートしており、これは前述のように、FTP、SMB、WebDAV、SSHなどのネットワークインターフェースをサポートしている。統合されたコマンドラインを用いると、直接コマンドを端末エミュレータに入力することができる。
また、統合されたアーカイブマネージャプラグインは、Zipをはじめとした多数のデータ圧縮形式に対応している。加えて、Exif、ID3やPDFなど多数のメタデータシステムに対応しており、これを用いてファイルのリネームなどを行うこともできる。

## プラットフォーム
GNOME Commanderは、Linuxプラットフォーム向けに開発されており、複数のLinuxディストリビューション向けのパッケージが利用可能である。